# Piedra mani

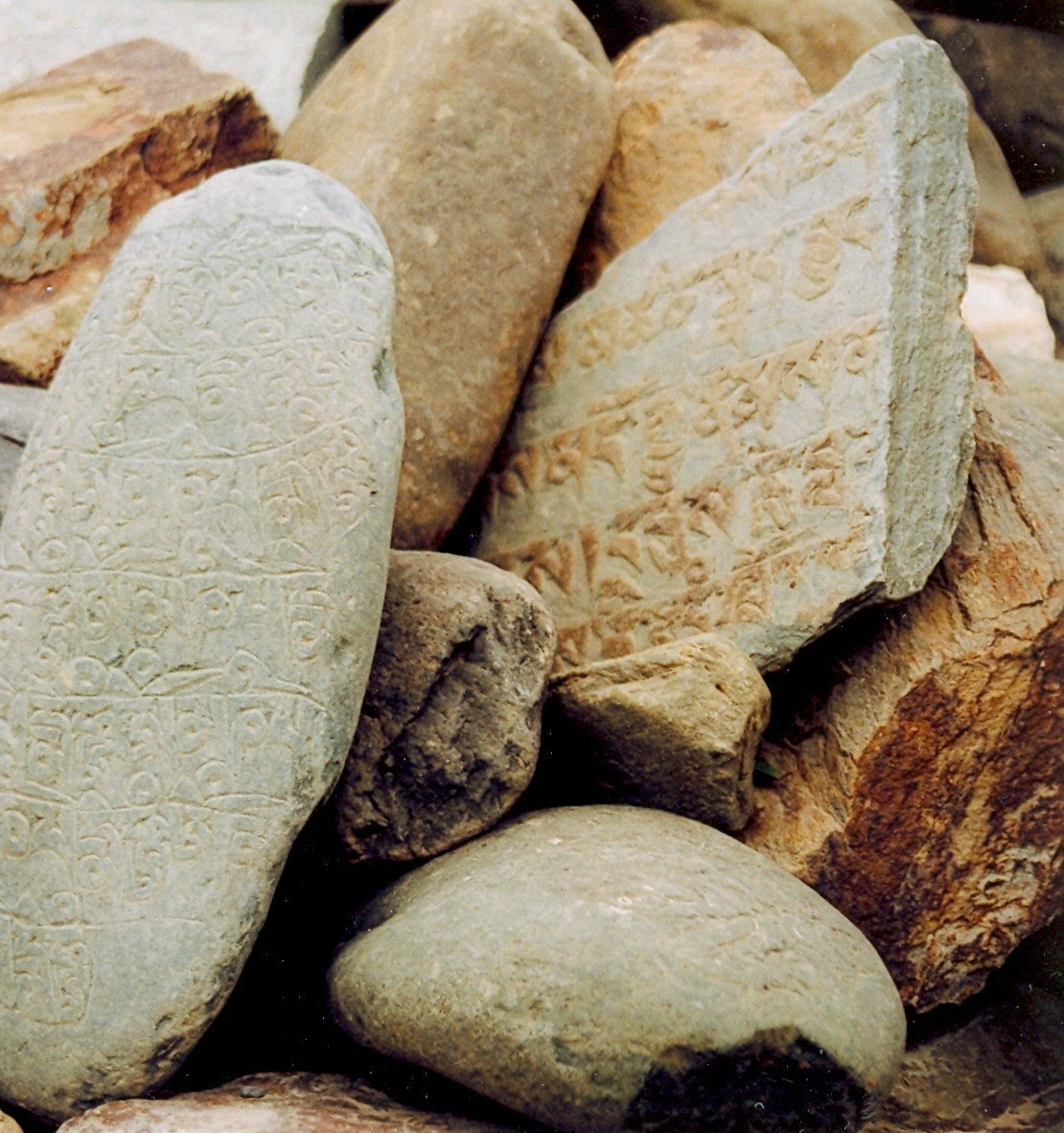
Piedra Mani en Ladaj.

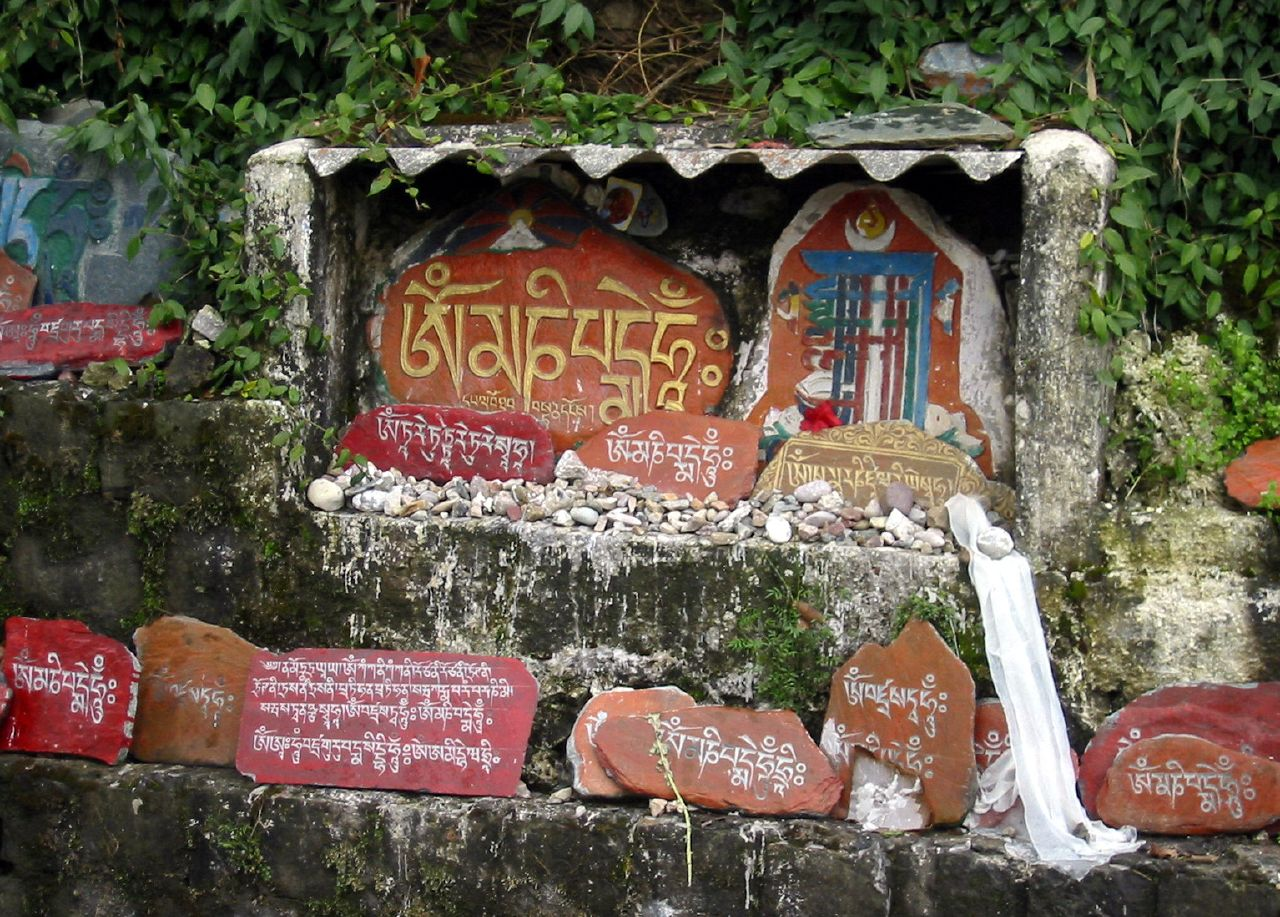
Piedras mani en el exterior del complejo Tsuglagkhang, cerca de la casa del 14.º Dalai Lama, McLeod Ganj, Dharamsala (India).

Las piedras mani son placas de piedra, rocas o guijarros donde se inscribe el mantra de seis sílabas de Avalokiteshvara (Om mani padme hum, de ahí el nombre de piedra mani), como forma de oración en el budismo tibetano. 
El término piedra mani también puede utilizarse para referirse a piedras en las que se inscribe o pinta cualquier mantra o diseño devocional (como Ashta mangala). Las piedras mani se colocan intencionadamente a lo largo de los caminos y los ríos o agrupadas para formar montículos o majanos o a veces largos muros, como ofrenda a los espíritus del lugar o genius loci. Crear y tallar piedras mani como arte de proceso devocional o intencional es una sadhana tradicional de piedad al yidam. Las piedras mani son una forma de cintamani devocional.
La técnica preferida es el relieve hundido, en el que se talla una zona alrededor de cada letra, dejando las letras al nivel original de la superficie, ahora más altas que el fondo. Las piedras suelen estar pintadas con colores simbólicos para cada sílaba (om blanco, ma verde, ni amarillo, pad azul claro, me rojo, hum azul oscuro), que pueden renovarse cuando se pierden por los efectos producidos por la intemperie.

## Muros mani
A lo largo de los caminos de las regiones bajo la influencia del budismo tibetano, las piedras mani suelen colocarse en largas pilas a lo largo de los senderos, formando muros mani. La costumbre budista dispone que estos muros deben atravesarse o sortearse desde el lado izquierdo, el sentido de las agujas del reloj en el que giran la Tierra y el universo, según la doctrina budista.
A veces están cerca de un templo o chorten, a veces completamente aislados, y oscilan entre unos pocos metros y un kilómetro de largo y entre uno y dos metros de alto. Están construidos con escombros y arena y revestidos con piedras mani grabadas con la elegante escritura tibetana.

## Nepal

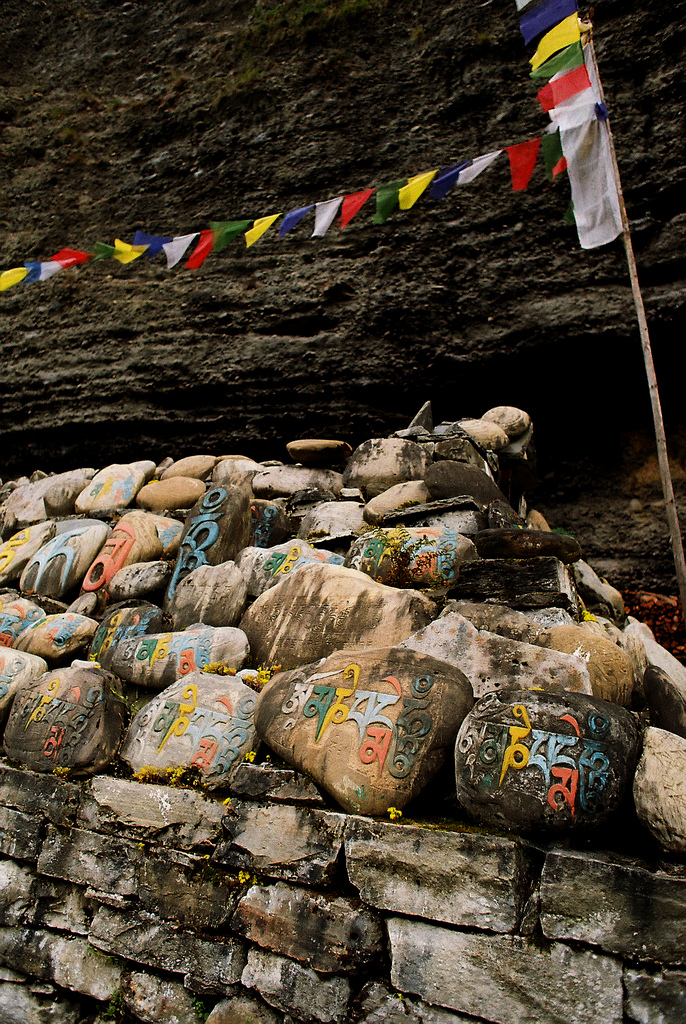
Piedras mani en Nepal que muestran el color simbólico de cada sílaba.

El mismo tipo de piedras mani pueden verse en el vecino Nepal, donde también se practica ampliamente el budismo. En las zonas nepalíes del Himalaya, como Namche Bazaar, existen grandes ejemplos de piedras mani que parecen tablillas talladas en las paredes de formaciones rocosas. Los muros de piedra mani son más numerosos en las zonas altas del Khumbu. El mantra Avalokiteshvara también es un diseño común en las ruedas de plegaria y banderas de plegaria de Nepal.